# Felony (actrice pornographique)
Pour les articles homonymes, voir Felony.
Sylvia Solinas dite Felony est une actrice américaine de films pornographiques, né à Phoenix (Arizona) le 13 janvier 1969 de parents mexicains.

## Filmographie

### Films érotiques
- 2002 : Thirteen Erotic Ghosts : un fantôme érotique

### Films pornographiques
- Abominable Black Man
- Apprentass #8
- Ass Cleavage #8
- Black monster dicks fucking white chicks #2
- Bookie Nights
- Crack Addict #6
- Deep in Cream #8
- Desperate Housewhores #8
- Double Decker Sandwich #9
- Hook-Ups #12
- Hot Squirts #4
- I Can't Believe I Took the Whole Thing #8
- Iron Head #8
- Mexicunts #5
- My Hot Wife Is Fucking Blackzilla #8
- Pussy Party 16 (2006)
- Pussy Party 21 (2007)
- Squirts So Good #6
- Strip Tease Then Fuck #8
- Super Whores #7
- Swallow My Squirt #4
- Team Squirt #3
- Toy Boxes #2
- Trombone Blown #6
- Your Mom's a Slut... She Takes it in the Butt! #2
- Naughty College School Girls #8
- Pissing.com, 2008